# Загряжский, Данило Григорьевич
Загря́жский (Загрязский) Дании́л (Дани́ло) Григо́рьевич — дворянин московский, воевода, стольник и полковник во времена правления Алексея Михайловича, Фёдора Алексеевича и соправительницы Софьи Алексеевны.
Из дворянского рода Загряжских. Младший сын воеводы Григория Афанасьевича Загряжского.

## Биография
В 1658 году стряпчий. В 1668 году — дворянин московский. С 1673 года по 1675 год переписывал и межевал землю в Чернском уезде.
С 1676 года по 1680 год воевода в Красноярском остроге. В 1679 году по требованию воевод Тобольского разряда, должен был отпустить в Тобольск служилых людей. Загряжский не отпустил их, так как в грамоте царя Фёдора Алексеевича было сказано отпустить из Красноярска тюменских служилых людей после того, как в Красноярск придут служилые люди из Томска. Но из Томска смены не прибыло. В это время объединенные войска енисейских кырзыгов и джунгар под командованием Иренека осадили Красноярск. Требовались люди, порох и свинец. Загряжский просил прислать из Тобольска и людей, и припасов.
Несмотря на то, что в Красноярске на аманатском дворе сидели в аманатах присланные тубинцами князьки, войска кыргызов осадили город. Сожжены 16 деревень, включая подстолбовские станицы Базаиха и Торгашино, сожжены хлеб и сено, скот угнан. Уничтожен караульный периметр сигнальных постов и вышек. Служилые люди Красноярска показали осаждавшим аманатов, а затем расстреляли их. Когда об этом узнали в Москве, царь приказал посадить Загряжского на день в тюрьму за то, что он отдал аманатов с аманатского двора. Вина служилых людей была прощена. Царь велел вновь набрать аманатов.
После этого в нескольких сибирских острогах был собран отряд казаков численностью 500 человек под командованием Романа Старова и Ивана Гричанинова. В 1680 году отряд нанёс чувствительный урон киргизам.
В 1683 году пожалован вотчиной в Клинском уезде. В дальнейшем упомянут стольником и полковником.

## Семья
От брака с неизвестной имел четырёх сыновей:
- Загряжский Михаил Данилович — стряпчий (1692).
- Загряжский Иван Данилович — стряпчий (1692).
- Загряжский Афанасий Данилович — стольник царицы Прасковьи Фёдоровны (1686).
- Загряжский Дмитрий Данилович — стольник царицы Прасковьи Фёдоровны, государев стольник, хорунжий у стольников в Азовском походе (1696), помещик Ржевского и Новоторжского уездов.